# Le Tech
Le Tech (katalanska: El Tec) är en kommun i departementet Pyrénées-Orientales i regionen Occitanien i södra Frankrike. Kommunen ligger i kantonen Prats-de-Mollo-la-Preste som tillhör arrondissementet Céret. År 2022 hade Le Tech 97 invånare.

## Befolkningsutveckling
Antalet invånare i kommunen Le Tech
| Referens: INSEE |